# 泉北高速鐵道
泉北高速鐵道股份有限公司（日语：／ Senboku Kōsoku Tetsudō */?），簡稱泉北高速鐵道，是一間大阪府轄下營運泉北高速鐵道線的公司。本社位於大阪府和泉市。是南海電氣鐵道的子公司，分類屬於準大手私鐵。
在2014年6月30日以前，泉北高速鐵道是大阪府出資的第三部門公司的大阪府都市開發股份有限公司，該公司與集團公司合併後稱為OTK集團。
2023年12月20日，南海電鐵與泉北高速鐵道就業務整合達成基本協議，泉北高速鐵道會在2025年4月1日被吸收合併，成為南海電鐵母公司的一部分，不再是獨立法人。

## 路線列表
| 路線記號 | 中文線名       | 日文線名 | 起點                | 終點                | 距離（公里） |
| -------- | -------------- | -------- | ------------------- | ------------------- | ------------ |
| SB       | 泉北高速鐵道線 |          | 中百舌鳥站（SB 01） | 和泉中央站（SB 06） | 14.3         |

## 外部連結
- 泉北高速鐵道 （页面存档备份，存于）
- 泉北高速鐵道株式會社 （页面存档备份，存于）
- 大阪府都市開發株式會社（ＯＴＫ）的民營化PDF

集團公司
- 泉鐵產業株式會社 （页面存档备份，存于）
- パンジョ【PANJO】 （页面存档备份，存于）
- 大阪府食品流通中心 （页面存档备份，存于）

1. ↑   (PDF).   [2024-11-01]. （原始内容存档 (PDF)于2023-12-29）.
2. ↑   (PDF).   [2024-11-01]. （原始内容存档 (PDF)于2024-11-25）.